# Schaapskopbrasem
De schaapskopbrasem, schaapskop-zeebrasem of Zuid-Afrikaanse gestreepte zeebrasem (Archosargus probatocephalus) is een straalvinnige vis uit de familie van de zeebrasems (Sparidae) en behoort derhalve tot de orde van baarsachtigen (Perciformes). De vis kan maximaal 91 cm lang en 9630 gram zwaar worden. De vis leeft voornamelijk van weekdieren en schaaldieren.

## Leefomgeving
De schaapskopbrasem is een bewoner van koraalriffen en gedijt zowel in zeewater als brak water en komt soms zelfs voor in zoet water. De vis prefereert een subtropisch klimaat en leeft hoofdzakelijk in de Westelijke Atlantische Oceaan langs de kust van Nova Scotia, Canada, van de Noordelijke Golf van Mexico tot Brazilië maar is afwezig in Bermuda, de Bahama's, de Antillen en Grenada. De vis leeft in baaien en estuaria op een diepte tot 15 meter onder het wateroppervlak.

## Relatie tot de mens
De schaapskopbrasem is ongevaarlijk voor mensen en goed eetbaar. De visserij van deze vis is van aanzienlijk commercieel belang. In de hengelsport wordt er weinig op de vis gejaagd. Sportvissers vangen ze meestal langs pieren en rotsachtige kusten. De soort kan worden bezichtigd in sommige openbare aquaria. Daar trekt hun gebit de aandacht, dat ze gebruiken voor het kraken van schaaldieren.